# Qingyuan, Fushun
Qingyuan, tidigare romaniserat Tsingyüan, är ett autonomt härad för manchuer som lyder under Fushuns stad på prefekturnivå i Liaoning-provinsen i nordöstra Kina.

## Källa
1. ↑  ”worldpostmarks.net”. Arkiverad från originalet den 2 januari 2015. https://web.archive.org/web/20150102101710/http://worldpostmarks.net/HTML%20Countries/china.htm. Läst 28 december 2014.